# Cicaheum
Cicaheum is een bestuurslaag in het regentschap Kota Bandung van de provincie West-Java, Indonesië. Cicaheum telt 18.079 inwoners (volkstelling 2010).